# 田部井淳子
田部井 淳子（たべい じゅんこ、1939年〈昭和14年〉9月22日 - 2016年〈平成28年〉10月20日）は、日本の登山家。福島県田村郡三春町出身。既婚。一男一女あり。旧姓は石橋。
女性として世界で初めて世界最高峰エベレストおよび七大陸最高峰への登頂に成功したことで知られる。

## プロフィール
1939年9月22日、福島県田村郡三春町に生まれる。
三春小学校卒業。小学4年生の時に那須の茶臼岳に登ったことが（一説には福島・安達太良山とも）登山家への意識の芽生えになったと言われている。
福島県立田村高等学校卒業。
1962年、昭和女子大学英米文学科卒業。日本物理学会で学会誌の編集に従事しながら社会人の山岳会に入会し、登山活動に力を注ぐ。以後数年間、谷川岳や穂高岳でのクライミングに熱中した。1965年、佐宗ルミエと共に、女性ペアによる初めての谷川岳一ノ倉沢積雪期登攀に成功した（12月19-20日）。
登山・アウトドアの活動が趣味の田部井政伸と山で出会い交際、1967年に結婚した。
1969年、「女子だけで海外遠征を」を合い言葉に女子登攀クラブを設立した。翌年にアンナプルナIII峰（7555m）に遠征して登頂に成功した。
1975年、エベレスト日本女子登山隊 副隊長兼登攀隊長として、女性で世界初の世界最高峰エベレスト8848m（ネパール名：サガルマータ、チベット名：チョモランマ）登頂に成功。その後、日本女性で登頂したのは難波康子（1996年）で、田部井が登頂成功した21年後である。ネパール王国から最高勲章グルカ・ダクシン・バフ賞、文部省スポーツ功労賞、日本スポーツ賞、朝日体育賞。
1988年、福島県民栄誉賞第1号、埼玉県民栄誉賞、川越市民栄誉賞、三春町名誉町民、エイボンスポーツ賞を受賞した。
1992年、1988年のマッキンリー、1991年のビンソンマシフに次いでエルブルス山に登頂し、女性で世界初の七大陸最高峰登頂者となった。同年文部省スポーツ功労賞を、1995年に内閣総理大臣賞を受賞した。1999年、旧ソ連7000メートル峰5座の登頂により、スノー・レオパードの称号を得た（日本女性初）。
2000年3月、九州大学大学院比較社会文化研究科修士課程を修了した。研究テーマはエベレストのゴミ問題だった。年7～8回海外登山に出かけるかたわら、山岳環境保護団体・HAT-J（ハット・ジェー）の代表を務めた。
2016年7月23日、HAT-Jが主催する福島県の小学生を対象としたネイチャーカレッジにて福島県雄国山登山に参加、これが生涯最後の登頂となった。2016年7月27日、東日本大震災被災者への支援活動として東北地方の高校生らとともに富士登山に参加し、これが生涯最後の登山となった。7合目で断念したため登頂には至らなかった。
2016年10月20日、腹膜癌で死去。77歳没。墓所は所沢市所沢聖地霊園。
2018年、第1回ネパール社会貢献者表彰を贈られる。
2019年、田部井にちなんで、国際天文学連合は冥王星の山に「Tabei Montes」と命名。

### エベレストの女性初登頂
エベレスト登山の費用は当時、総額4300万円（自己負担150万円）。準備期間は実質4年。荷物を軽くするために乾燥食品を持参した。高所訓練中、隊長の久野英子が一時帰国、副隊長だった田部井に重圧がかかった。テントを飲み込んだ雪崩にあったにもかかわらず生還、下山をせずアタックすることを主張し計画は続行された。
頂上アタックのため，第四キャンプには登頂予定の田部井淳子と渡辺百合子が待機していたが、荷揚げを予定していたシェルパ六人が高山病のため荷揚げが出来ず、酸素ボンベの不足が決定的になった。隊長の久野英子はアタッカーとして田部井淳子を指名し登頂に成功した。
企業からの献金を使わないという方針転換で行われたので予算が減少、当初2回アタックの予定が1回に変更になった。
ヒラリー・ステップを見たときに、髪の毛が逆立ったと表現した。

## エピソード
- 登山で「もうダメだ」と思ったことが3回あり、いずれも雪崩に巻き込まれたときである。1度目はエベレストの第二キャンプ(6500m)でテントごと雪崩に埋められ、2度目は1986年にポベーダ山（トムール）の雪崩で600m流され、3度目は、その夜に再び近くを通過した雪崩の爆風に襲われ、テントごと吹き飛ばされた[10]。ポペーダ山では1999年に登ったときにも雪崩がテントを襲ったが、早朝に出発していたため助かった[10]。
- 1969年冬に登った谷川岳一ノ倉沢凹状岩壁は、エベレストよりもつらかったと回想している[11]。
- 旅行会社が企画する登山ツアーやテレビ・雑誌の登山企画の出演によって謝礼は得ているものの、自分が求める登山ではスポンサーなどによる資金を得ずに自身でお金を支払っていること、ガイド資格などを所持していないことから「登山家が自分の仕事かと言うと、そうではないと思う」とインタビューで答えている[12]。エベレスト後の登山では一切スポンサーをつけていない[13]。

## 主な登山歴

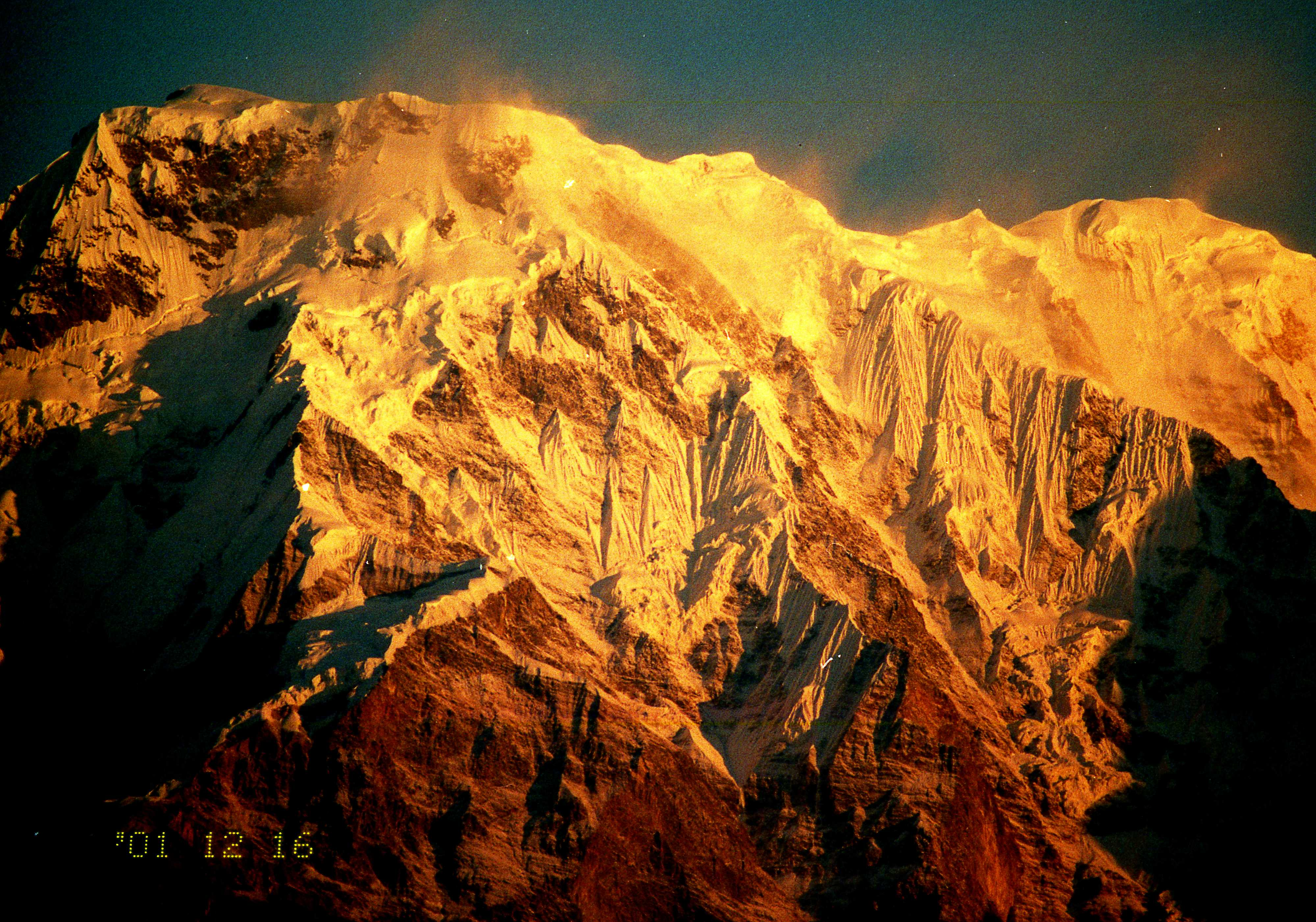
アンナプルナIII峰（1970年）

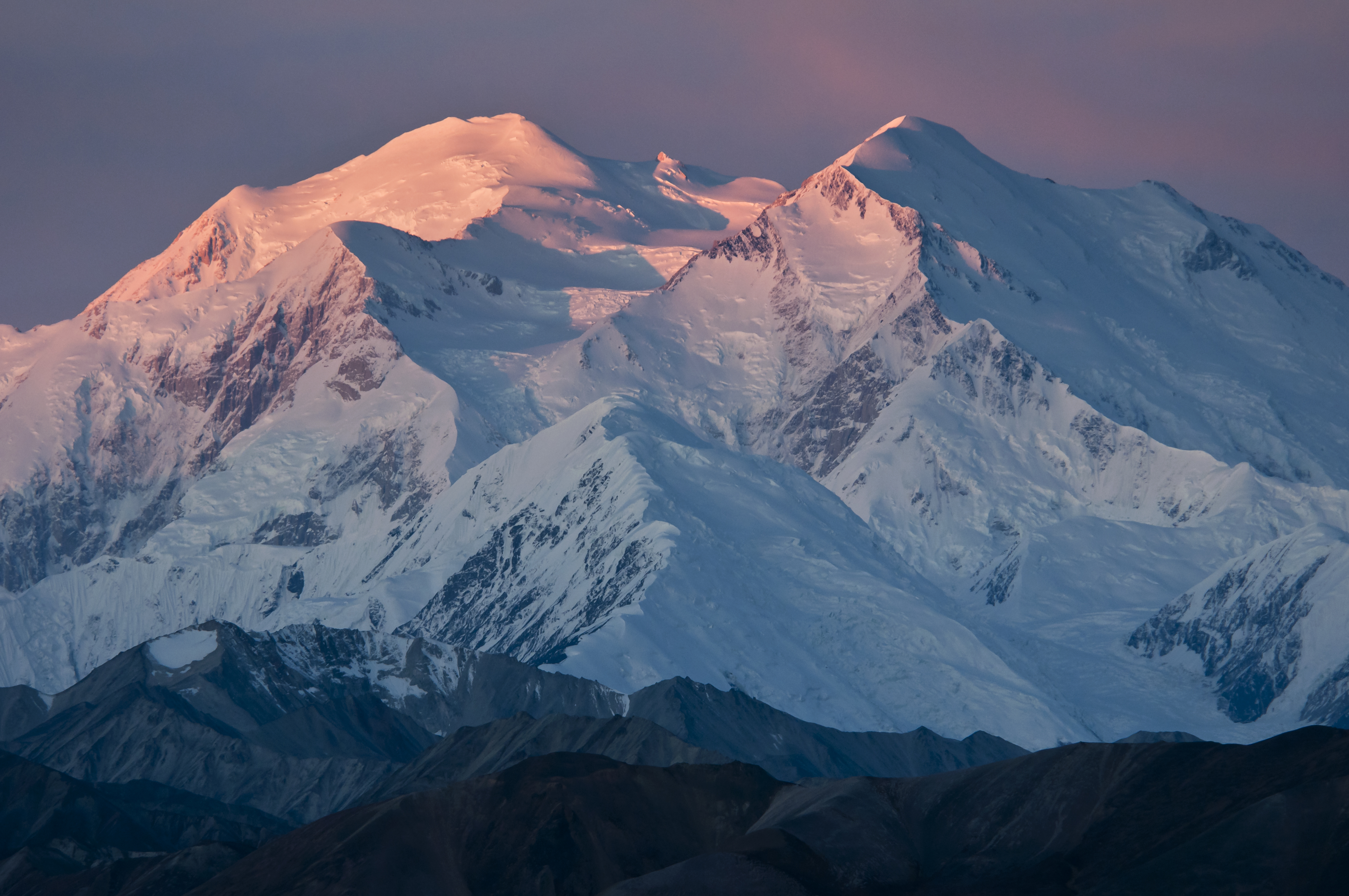
マッキンリー山登頂（1988年）

- 1965年12月19-20日、谷川岳一ノ倉沢中央稜を完登（佐宗ルミエと）。
- 1970年、アンナプルナIII峰登頂。
- 1975年、エベレスト登頂（女性世界初）。
- 1979年、モンブラン登頂。
- 1981年、キリマンジャロ登頂、シシャパンマ登頂（女性世界初、日本人初）。
- 1985年、イスモイル・ソモニ峰、スィーナー峰（旧：レーニン峰）、コルジェネフスカヤの3峰を1シーズンで完登。
- 1987年、アコンカグア登頂。
- 1988年、マッキンリー山登頂。
  - シヴァ峰登頂（初登頂）
- 1991年ヴィンソンマシフ登頂、コジオスコ登頂。
- 1992年、カルステンツ・ピラミッド（ジャヤ山）登頂、エルブルス登頂。
- 1994年、ハン・テングリ登頂。
- 1996年、チョ・オユー登頂。
- 1999年、ポベーダ山登頂。
- 2001年、ムスターグ・アタ登頂。

## 著書
- 『エベレスト・ママさん 山登り半生記』（山と渓谷社,1978年）のち新潮文庫
  - （文庫版改題）『タベイさん、頂上だよ～田部井淳子の山登り半生記』（山と渓谷社,2012年）
- 『七大陸最高峰に立って』（小学館,1992年）
  - （文庫版改題）『高いところが好き』（小学館 2007年）
- 『山の頂の向こうに』（佼成出版社 1995年）
- 『エプロンはずして夢の山』（東京新聞出版局 1996年）
- 『さわやかに山へ』（東京新聞 1997年）
- 『山を楽しむ』（岩波新書 2002年）
- 『はじめての山歩き 花、木、自然に会いに』（文化出版局 2002年）
- 『山からの贈り物』（角川学芸出版 2007年）ISBN 978-4-04-621304-4
- 『いつでも山を 田部井淳子の実践エイジング登山』（小学館 2008年）ISBN 978-4-09-387776-3
- 『日本人なら富士山に登ろう! 初心者のための安心・安全登山術』（アスキー・メディアワークス 2010年）ISBN 978-4048681261
- 『田部井淳子のあんしん！たのしい！山歩きお悩み解決BOOK（マイコミムック）』（毎日コミュニケーションズ 2010年）ISBN 978-4839935948
- 『山の単語帳』（世界文化社　2012年）
- 『それでもわたしは山に登る』（文藝春秋 2013年）のち文庫
- 『人生、山あり時々谷あり』（潮出版社 2015年）
- 『私には山がある　大きな愛に包まれて』（PHP研究所 2015年）
- 『田部井淳子のそこに山があるから 大人の山歩き・登山の愉しみ』（洋泉社） 2016年
- 『再発！ それでもわたしは山に登る』（文藝春秋）2016年

## 田部井淳子を扱った作品
ドラマ
- 花王ファミリースペシャル「エベレストママさん」（1993年6月27日・7月4日、関西テレビ） - 演：市毛良枝
- ヒロイン誕生!ドラマチックなオンナたち「登山家 田部井淳子×外原寧々」（2022年10月31日、NHK総合） ※ドキュメンタリードラマ

映画
- てっぺんの向こうにあなたがいる（2025年10月公開予定） - 演：吉永小百合、青年期：のん（役名：多部純子）

ドキュメンタリー
- 田部井淳子 人生のしまいかた（2017年12月16日、NHK総合） - ナレーション：市毛良枝

## 編纂
- 『エヴェレストの女たちWomen on Everest』（山と溪谷社,1998年）

## 関連書籍
- 日本女子登山隊『私たちのエベレスト:女性初登頂の全記録』読売新聞社、1975年11月10日。NDLJP:12184339。
- 落合誓子著『女たちの山:シシャパンマに挑んだ女子隊9人の決算』（山と渓谷社,1982年）ISBN 	 	 4-635-04136-0
- NHKプロジェクトX制作班編『プロジェクトX挑戦者たち;6：ジャパンパワー、飛翔』（日本放送出版協会,2001年）ISBN 4-14-080574-9
- 澤正宏ほか編,木村幸雄監修『福島県文学全集.第2期(随筆・紀行・詩編) 第4巻(現代編1)』（郷土出版社,2002年） ISBN 4-87663-586-2
- 養老孟司著『話せばわかる!:養老孟司対談集:身体がものをいう』（清流出版,2003年）ISBN 	 	 4-86029-050-X
- 毎日新聞社大阪本社学芸部編『わたしとおかあさん』（青幻舎,2004年）ISBN 4-86152-005-3
- 日本エッセイスト・クラブ編『カマキリの雪予想：ベスト・エッセイ集;2006年版』（文藝春秋,2006年）ISBN 4-16-368380-1
- NHKグレートサミッツ編『世界の名峰』「1 モンブラン」(2010/11/17,小学館) ISBN 978-4094804416 [14]
- NHKグレートサミッツ編『世界の名峰』「2 マッターホルン」(2011/1/19,小学館) ISBN 978-4094804423 [15]
- NHKグレートサミッツ編『世界の名峰』「3 キナバル」(2011/2/16,小学館) ISBN 978-4094804430 [16]
- NHKグレートサミッツ編『世界の名峰』「4 アスバイヤリング」(2011/3/16,小学館) ISBN 978-4094804447 [17]
- NHKグレートサミッツ編『世界の名峰』「5 マッキンリー」(2011/4/20,小学館) ISBN 978-4094804454 [18]
- NHKグレートサミッツ編『世界の名峰』「6 キリマンジャロ」(2011/5/18,小学館) ISBN 978-4094804461 [19]
- NHKグレートサミッツ編『世界の名峰』「7 アウヤンテプイ」(2011/6/15,小学館) ISBN 978-4094804478 [20]
- NHKグレートサミッツ編『世界の名峰』「8 クリュチェフスカヤ」(2011/7/13,小学館) ISBN 978-4094804485 [21]
- NHKグレートサミッツ編『世界の名峰』「9 ウィルヘルム」(2011/8/17,小学館) ISBN 978-4094804492 [22]
- NHKグレートサミッツ編『世界の名峰』「10 ワスカラン」(2011/9/28,小学館) ISBN 978-4094804508 [23]
- 田部井政伸著『てっぺん 我が妻・田部井淳子の生き方』（宝島社,2017年）ISBN 978-4800270252
- 唯川恵著『淳子のてっぺん』(2017年 幻冬舎)ISBN 978-4344031685 - 田部井をモデルにした小説

## 主な出演
- いのちの響（TBS）
- 午後は○○おもいッきりテレビ（日本テレビ）
- 山で元気に!田部井淳子の登山入門（2009年7月29日 - 9月30日、NHK教育テレビ趣味悠々全10回の放送で、生徒役のルー大柴と共に講師役として出演[24]）
- スタジオパークからこんにちは（2009年9月8日、NHK）
- 夏の北アルプス あぁ絶景! 雲上のアドベンチャー（2009年、NHK）

登山歴1年の内多勝康アナウンサーと共に、夏の北アルプスを3週間かけて縦走する模様を描いた紀行番組
- ラジオ深夜便・自然を楽しむ（NHKラジオ第1放送）
- 世界の名峰グレートサミッツ (2010年-2013年、NHK BSプレミアム)
- 徹子の部屋（テレビ朝日）[25]